# Regno di Napoli (1806-1815)
Il Regno di Napoli napoleonico (formalmente Regno delle Due Sicilie) fu uno Stato proclamato da Napoleone Bonaparte il 30 marzo 1806, in seguito all'invasione del Regno di Napoli borbonico da parte dell'Impero francese.
Il Regno, che comprendeva l'Italia meridionale continentale (senza la Sicilia) e aveva come capitale Napoli, si dissolse nel 1815. Nella storia del meridione d'Italia il periodo del Regno napoleonico è anche noto come Decennio francese.

## Storia

### La Repubblica filofrancese
A Napoli nel gennaio 1799 fu proclamata una repubblica che esistette per alcuni mesi, sull'onda della Prima campagna d'Italia (1796-1797) delle truppe della Prima Repubblica francese dopo la Rivoluzione francese. Il 7 maggio i francesi sono costretti a ritirarsi da Napoli, con il ritorno dei Borbone. Il 27 settembre 1799 l'esercito napoletano conquistò Roma mettendo fine all'esperienza repubblicana rivoluzionaria anche nello Stato Pontificio, reinsediandovi quindi il governo del Papa.
Nel 1801 gli interventi militari napoletani, nel tentativo di raggiungere la Repubblica Cisalpina, si spinsero fino a Siena, dove si scontrarono senza successo con le truppe d'occupazione francesi di Gioacchino Murat. Alla sconfitta delle truppe borboniche seguì l'armistizio di Foligno, il 18 febbraio 1801, e in seguito la pace di Firenze tra il sovrano di Napoli e Napoleone; in questi anni furono varati anche una serie di indulti che permisero a molti giacobini napoletani di uscire dalle carceri. Con la pace di Amiens invece, stipulata dalle potenze europee nel 1802, il Mezzogiorno fu provvisoriamente liberato dalle truppe francesi, inglesi e russe, e la corte borbonica da Palermo tornò ad insediarsi ufficialmente a Napoli.

### Giuseppe Bonaparte
Dal 1805 i francesi tornarono ad occupare la parte continentale del regno, stanziando in Puglia un presidio militare.
Il Regno di Napoli borbonico l'11 settembre 1805 era entrato nella terza coalizione antifrancese. Dopo la vittoria di Austerlitz del 2 dicembre 1805, Napoleone Bonaparte regolò definitivamente i conti con Napoli. Il 27 dicembre emise un proclama da Schönbrunn dichiarando decaduta la dinastia borbonica, che Ferdinando aveva perso il suo regno e che "il più bello dei paesi è sollevato dal giogo del più infedele degli uomini". 

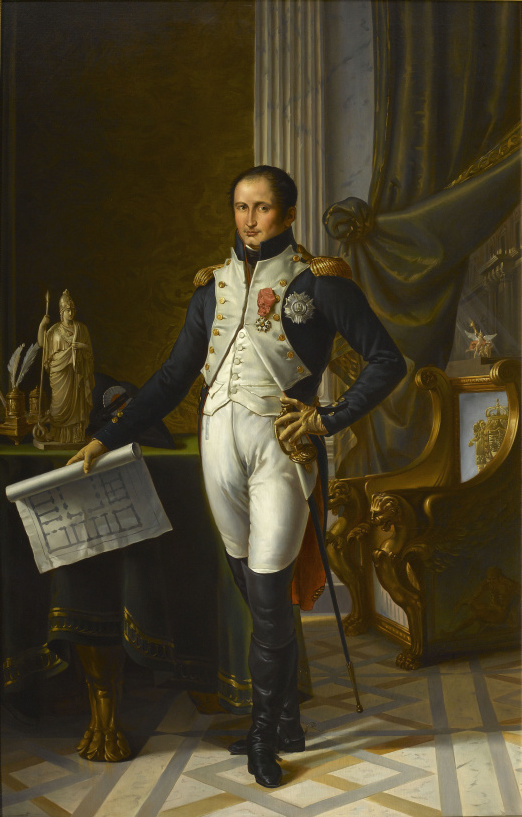
Giuseppe Bonaparte, re di Napoli, in un ritratto del 1808

L'imperatore dei francesi indicò quindi il 31 dicembre il fratello Giuseppe come "Re di Napoli". Promosse l'occupazione del napoletano, condotta con successo dal Gouvion-Saint Cyr e dal Reynier. Re Ferdinando IV con la sua corte, già nel gennaio 1806 tornò a Palermo, sotto la protezione inglese. Nella fase di passaggio dal regno di Ferdinando IV a quello del Bonaparte, fu reggente il marchese Michelangelo Cianciulli.
L'11 febbraio 1806 Giuseppe Bonaparte entrò nella piazzaforte di Capua e il 15 dello stesso mese fece il proprio ingresso solenne a Napoli, omaggiato dalle autorità cittadine e di governo. Il 30 marzo 1806 fu proclamato re delle Due Sicilie.
Il successivo quinquennio vide il Regno seguire una politica altalenante nei confronti della Francia napoleonica che, per quanto ormai egemone sul continente, rimase sostanzialmente sulla difensiva sui mari: questa situazione non consentì al Regno napoletano, strategicamente posizionato nel Mediterraneo, di mantenere una stretta neutralità nel conflitto a tutto campo fra francesi e inglesi, i quali a loro volta minacciavano di invadere e conquistare la Sicilia.
Il nuovo re affiancò a sé nel governo i napoletani Antonio Cristoforo Saliceti, Michelangelo Cianciulli e Marzio Mastrilli, oltre ad altri valenti personaggi di governo francesi dell'epoca quali Pierre-Louis Roederer, André-François Miot de Mélito, Louis Stanislas de Girardin e Mathieu Dumas. 
Intanto nelle province del Mezzogiorno (soprattutto in Basilicata e Calabria) tornò ad organizzarsi la resistenza antinapoleonica: fra i vari capitani degli insorti filoborbonici (tra cui vi erano sia militari di professione che banditi comuni) si distinsero, in Calabria e Terra di Lavoro, il brigante di Itri Michele Pezza, detto Fra Diavolo, e in Basilicata il colonnello Alessandro Mandarini di Maratea. La repressione del moto antifrancese fu affidata, principalmente, ai generali André Massena e Jean Maximilien Lamarque i quali riuscirono a frenare la ribellione, anche se con espedienti estremamente crudeli, come accadde ad esempio nel cosiddetto massacro di Lauria, perpetrato dai soldati di Massena.
Il 28 maggio 1807 ebbe luogo la battaglia di Mileto, nel fallito tentativo dei Borbone di riconquistare la parte continentale del Regno.
Furono tentate, ancora una volta, e finalmente per buona parte attuate, riforme radicali quali l'eversione della feudalità e la soppressione degli ordini regolari; in più furono istituiti l'imposta fondiaria e un nuovo catasto onciario.
(legge di eversione della feudalità del 2 agosto 1806)
La lotta contro la feudalità fu efficace anche grazie al contributo di Giuseppe Zurlo e dei giuristi componenti l'apposita Commissione, che, presieduta da David Winspeare (già al servizio dei Borbone in veste di mediatore fra la corte di Palermo e le truppe francesi nel Mezzogiorno), ebbe l'incarico di dirimere le controversie tra municipi e baroni, e alla fine riuscì a produrre un taglio netto col passato e dunque la nascita della proprietà borghese anche nel Regno di Napoli, sostenuta poi dallo stesso Gioacchino Murat.
A fianco di una serie di riforme che coinvolsero anche il sistema tributario e giuridico, il nuovo governo istituì il primo sistema di province, distretti e circondari del regno, ad organizzazione civile, con a capo rispettivamente un intendente, un sottintendente e un governatore, poi giudice di pace. Le nuove province erano Abruzzo Ultra I, Abruzzo Ultra II, Abruzzo Citra, Principato Ultra, Principato Citra, Terra di Bari, Terra d'Otranto, Calabria Citra, Calabria Ultra, Molise (con capoluogo Campobasso), Terra di Lavoro (con capoluogo Capua), Capitanata (con capoluogo Foggia), Napoli, Basilicata. Infine l'alienazione dei beni dei monasteri e dei feudatari attirò a Napoli un cospicuo numero di investitori francesi, gli unici in grado, insieme ai vecchi nobili locali, di disporre dei capitali necessari per acquistare terreni e beni immobili. Sull'esempio della Legion d'onore in Francia, Giuseppe Bonaparte istituì a Napoli l'Ordine Reale delle Due Sicilie per conferire riconoscimenti ai meriti delle nuove personalità che si distinguevano nello Stato riformato.

### Gioacchino Murat
(Gioacchino Murat, Proclama di Rimini, 30 marzo 1815)

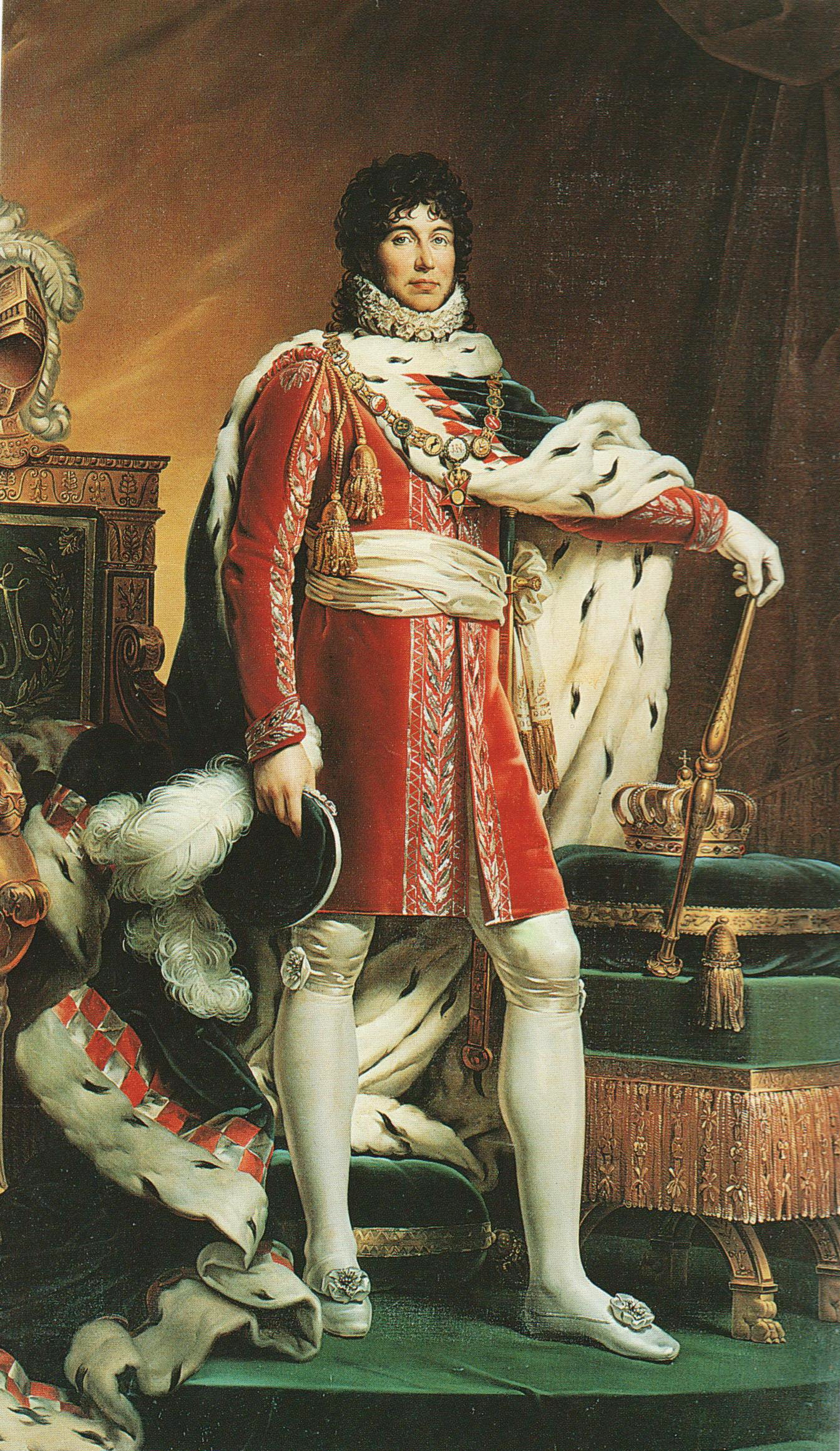
Gioacchino Murat, Re di Napoli, nel 1812

A Giuseppe Bonaparte, nel 1808 destinato a regnare sulla Spagna, succedette l'8 luglio Gioacchino Murat, che fu incoronato da Napoleone il 1º agosto dello stesso anno, col nome di "Gioacchino Napoleone", re delle Due Sicilie, par la grace de Dieu et par la Constitution de l'Etat, in ottemperanza allo Statuto di Baiona che fu concesso al regno di Napoli da Giuseppe Bonaparte. Il nuovo sovrano catturò immediatamente la benevolenza dei cittadini liberando Capri dall'occupazione inglese, risalente al 1805. Aggregò poi il distretto di Larino alla provincia di Molise. Fondò, con decreto del 18 novembre 1808, il Corpo degli ingegneri di Ponti e Strade e avviò opere pubbliche di rilievo non solo a Napoli (il ponte della Sanità, via Posillipo, nuovi scavi ad Ercolano, il Campo di Marte), ma anche nel resto del Regno: l'illuminazione pubblica a Reggio di Calabria, il progetto del Borgo Nuovo di Bari, l'istituzione dell'ospedale San Carlo di Potenza, Guarnigioni dislocate nel Distretto di Lagonegro con monumenti e illuminazioni pubbliche, più l'ammodernamento della viabilità nelle montagne d'Abruzzo. Fu promotore del Codice napoleonico, entrato in vigore nel regno il 1º gennaio 1809, un nuovo sistema legislativo civile che, fra le altre cose, consentiva per la prima volta in Italia il divorzio e il matrimonio civile: il codice suscitò subito polemiche nel clero più conservatore, che vedeva sottratto alle parrocchie il privilegio della gestione delle politiche familiari, risalente al 1560. Nel 1812, grazie alle politiche del Murat, fu impiantata la prima cartiera del regno a sistema di produzione moderno presso Isola del Liri, nell'edificio del soppresso convento dei carmelitani, ad opera dell'industriale francese Carlo Antonio Beranger. 

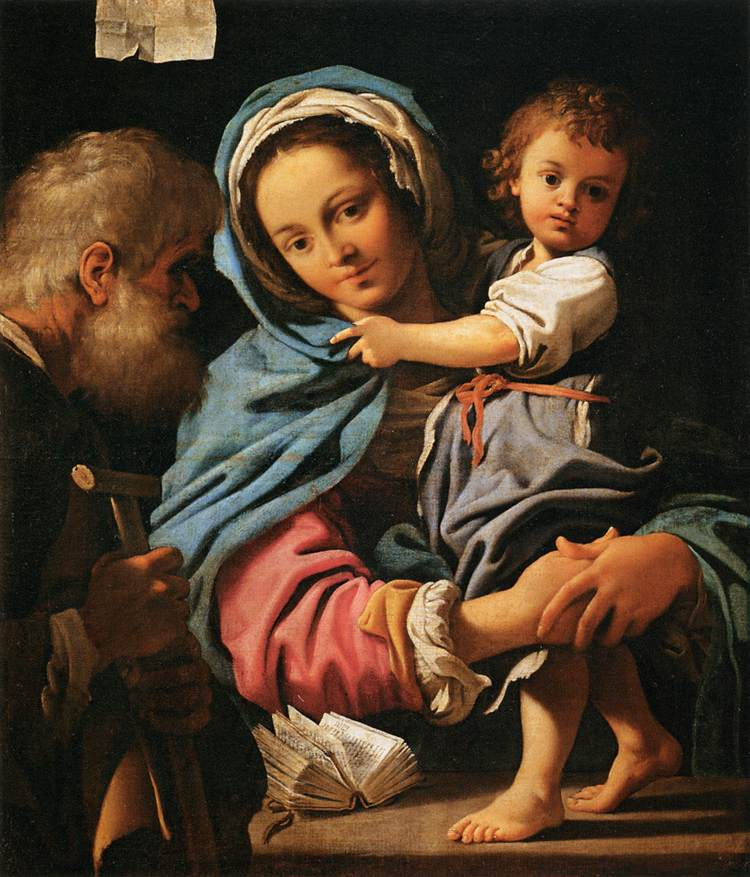
Sacra Famiglia, Schedoni, anticamente nella Chiesa di Capodimonte, ora al Louvre dopo le spoliazioni napoleoniche

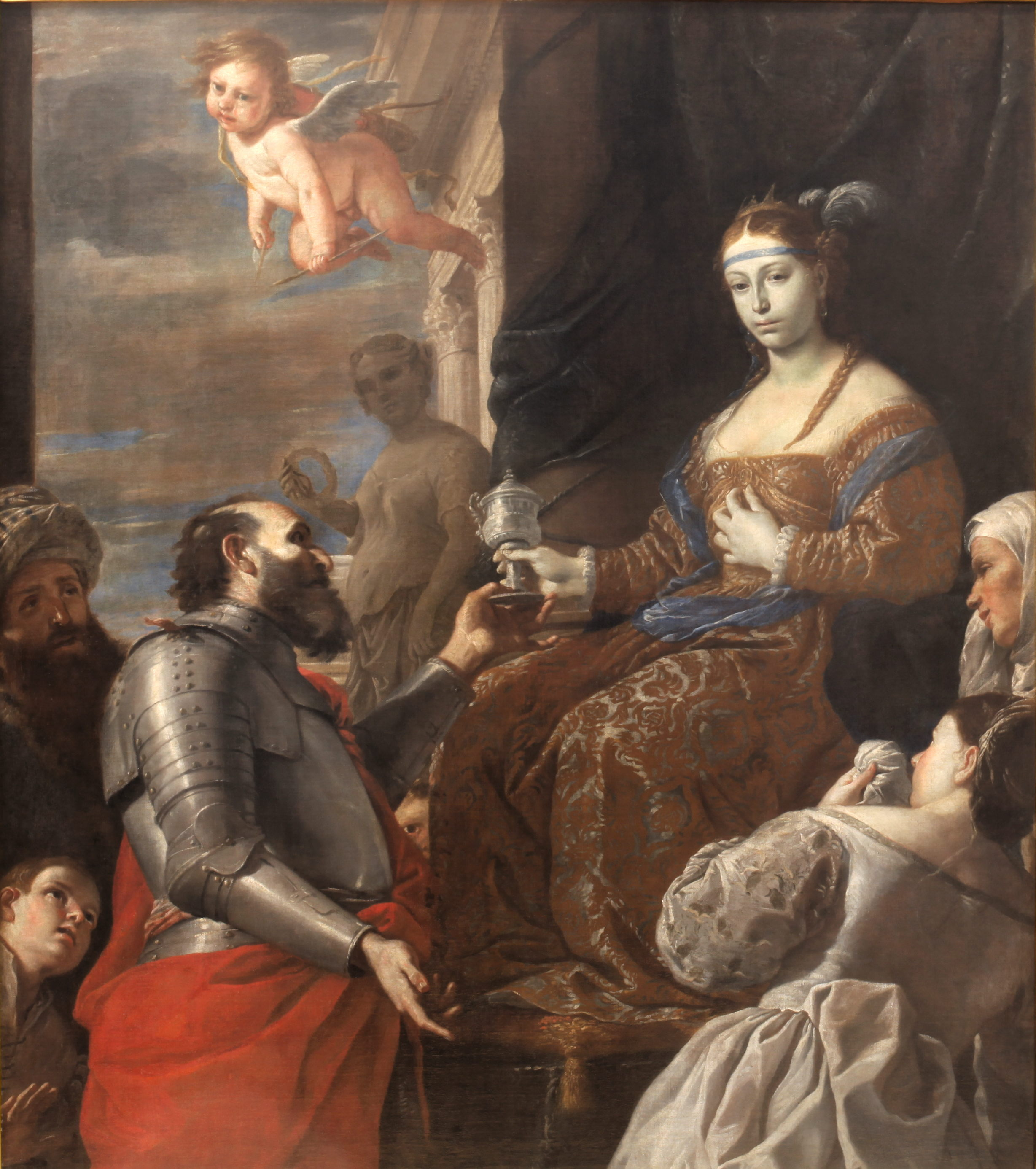
Morte di Sofonisba, in origine a Napoli fu oggetto di spoliazioni napoleoniche, è ora al Musée des Beaux-Arts di Lione

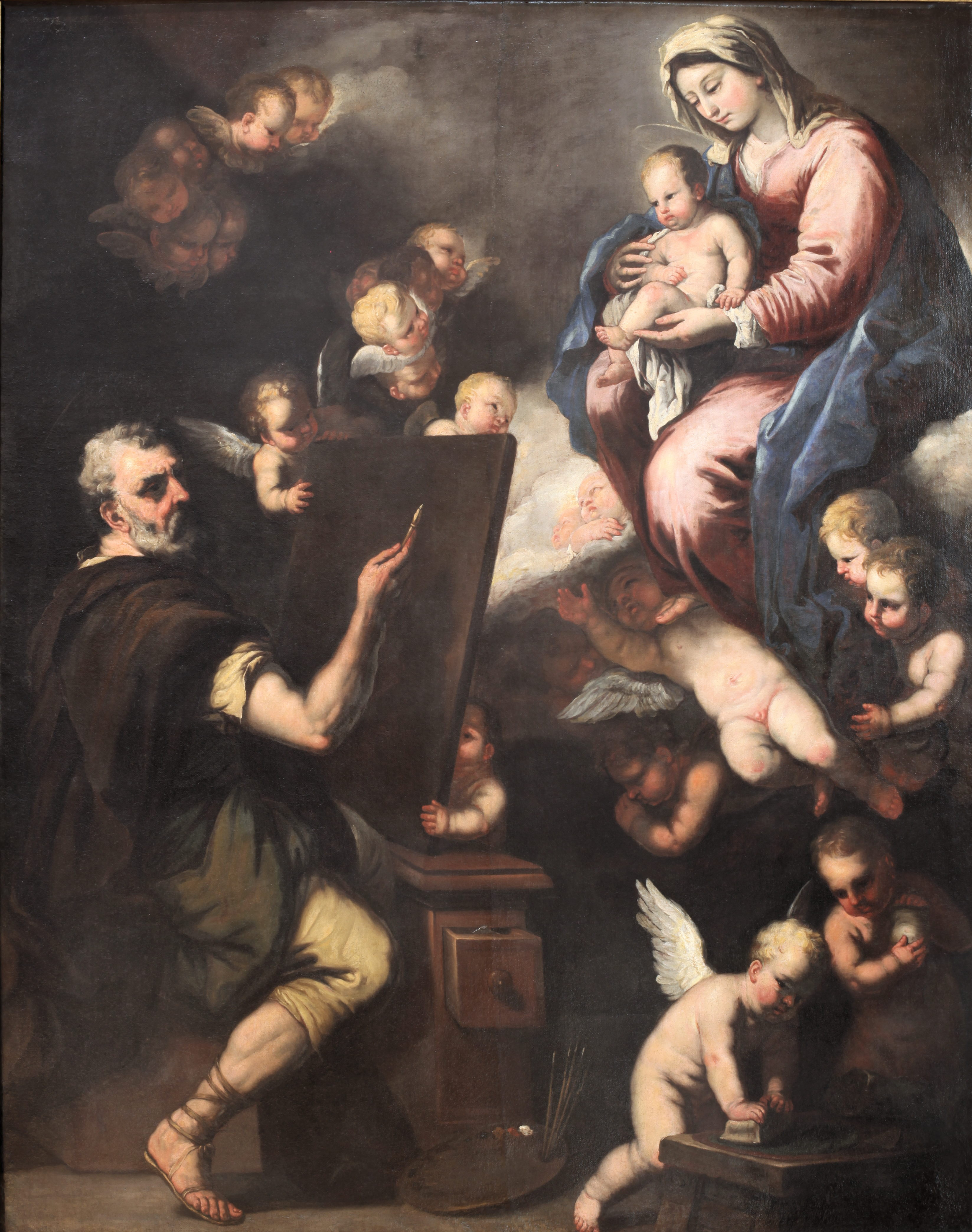
San Luca e la Vergine, di Giordano, in origine a Napoli ma portata al Louvre e poi a Lione con le spoliazioni napoleoniche

Al patrimonio culturale napoletano i francesi imposero un durissimo colpo. Nel 1799 con l'arrivo a Napoli dei francesi e la breve istituzione della Repubblica Napoletana il danno fu enorme. Temendo il peggio, l'anno precedente Ferdinando aveva già trasferito a Palermo quattordici capolavori. I soldati francesi depredarono infatti numerose opere: dei millesettecentottantatré dipinti che facevano parte della collezione, di cui trecentoventinove della collezione Farnese e il restante composto da acquisizioni borboniche, trenta furono destinati alla Repubblica, mentre altri trecento vennero venduti, in particolar modo a Roma. Diverse opere d'arte presero la via della Francia a causa delle spoliazioni napoleoniche al Musée Napoléon, ovvero l'attuale Louvre. Secondo il catalogo pubblicato nel Bulletin de la Société de l'art français del 1936, nessuna delle opere d'arte ritornò in Italia. A titolo di esempio:
- L'adorazione dei magi, dello Spagnoletto, ora al Louvre
- La Sacra Famiglia dello Schedoni, anticamente ospitato presso la chiesa di Capodimonte, andò al Louvre dal 1802 dove si trova ancora oggi
- La Vergine con il Bambin Gesù di Cimabue, anticamente ospitato presso le Gallerie di Capodimonte, fu al Louvrefino al 1802, erede diretto del Musee Napoleon, e poi al Museo di Lille nel 1872, dove rimane da allora
- San Luca e la Vergine, di Giordano, prima al Louvre poi al Musée de Lyon
- Morte di Sofonisba, del Calabrese, oggi al Musée de Lyon
- La Visitazione, di Sabbatini, oggi a Montpellier
- Venere ed Adone, di Vaccaro, oggi al musée d'Aix-en-Provence

Nel 1808, il sovrano incaricò il generale Charles Antoine Manhès di soffocare la recrudescenza del brigantaggio nel Regno, distinguendosi con metodi talmente feroci da essere soprannominato "Lo Sterminatore" dai calabresi. Dopo aver domato con poche difficoltà le rivolte nel Cilento e negli Abruzzi, Manhès pose il suo quartier generale a Potenza, proseguendo con successo l'attività repressiva nelle restanti zone meridionali, soprattutto in Basilicata e Calabria, province più vicine alla Sicilia, da cui i briganti ricevevano supporto dalla corte borbonica in esilio.
Nell'estate del 1810 Murat tentò uno sbarco in Sicilia per riunire politicamente l'isola al continente; giunse a Scilla il 3 giugno dello stesso anno e vi restò sino al 5 luglio, quando fu completato un grande accampamento presso Piale, frazione di Villa San Giovanni, dove il re si stabilì con la corte, i ministri e le più alte cariche civili e militari. Il 26 settembre poi, constatando impresa difficile la conquista della Sicilia, Murat dismise l'accampamento di Piale e ripartì per la capitale.

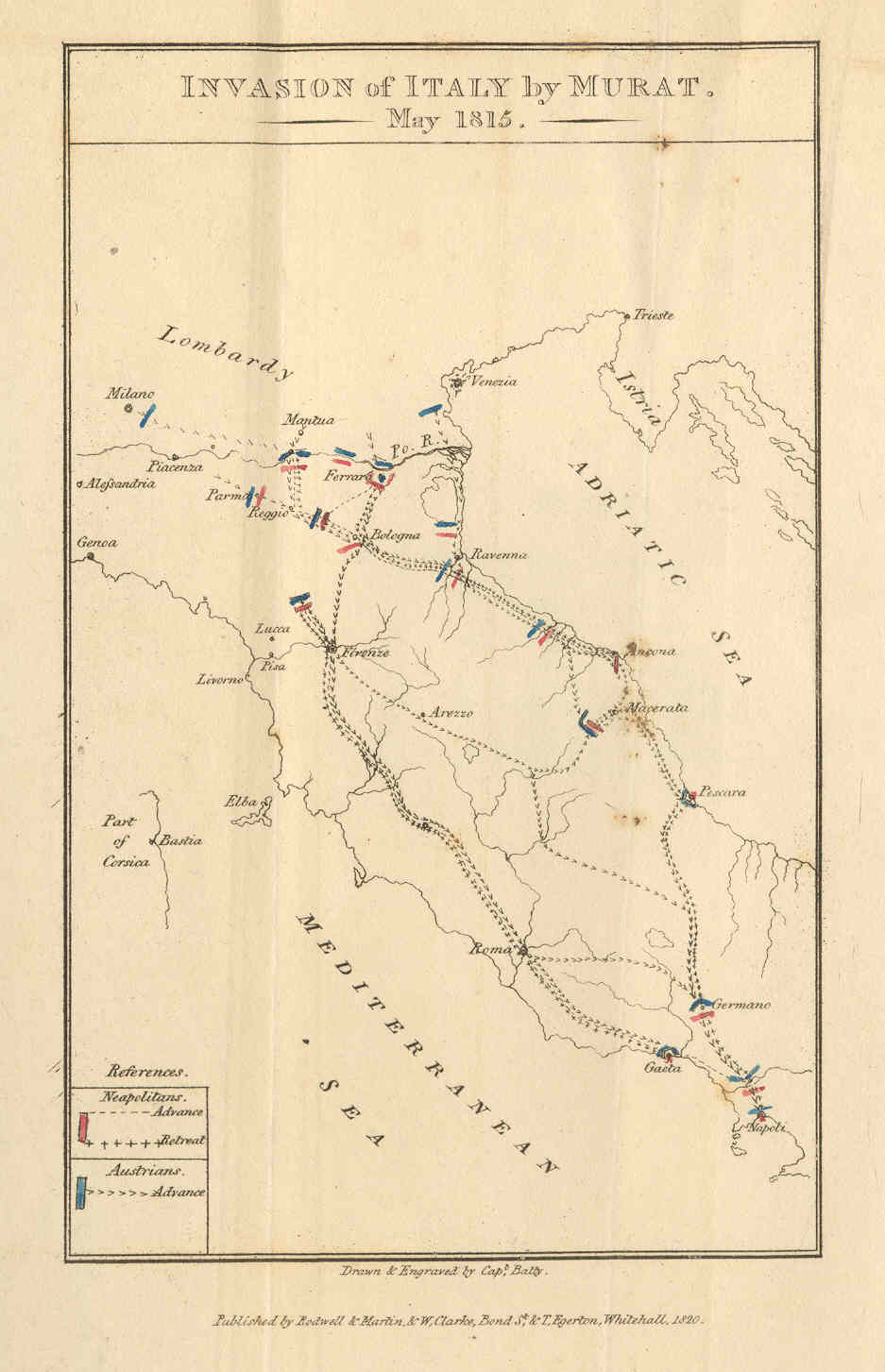
La campagna militare del Murat nell'Italia settentrionale del 1815

Grazie allo statuto di Baiona, la costituzione con cui Murat era stato proclamato da Napoleone re delle due Sicilie, il nuovo sovrano si considerava svincolato dal vassallaggio nei confronti dell'antica gerarchia francese, rappresentata a Napoli da molti funzionari nominati da Giuseppe Bonaparte, e forte di questa linea politica, trovò maggior sostegno nei cittadini napoletani, che videro pure di buon occhio la partecipazione del Murat a diverse cerimonie religiose e la concessione regia di alcuni titoli dell'Ordine Reale delle Due Sicilie a vescovi e sacerdoti cattolici. Re Gioacchino prese parte fino al 1813 alle campagne napoleoniche, compresa quella disastrosa in Russia. Murat, giunto a Poznań, lasciò a sua volta il comando dell'armata francese a Eugenio di Beauharnais il 16 gennaio 1813 e rientrò in tutta fretta a Napoli.
La crisi politica del Bonaparte non fu un ostacolo alla sua politica internazionale.
Cercò fino al congresso di Vienna il sostegno delle potenze europee, schierando le truppe napoletane anche contro la Francia ed il Regno napoleonico d'Italia, sostenendo invece l'esercito austriaco che scendeva a sud per la conquista della Val Padana: con l'occasione occupò le Marche, l'Umbria e l'Emilia-Romagna fino a Modena e Reggio Emilia, bene accolto dalle popolazioni locali.

### La fine del regno
Murat conservò più a lungo la corona, ma non si liberò dell'ostilità britannica e della nuova Francia di Luigi XVIII, inimicizie che impedirono l'invito di una delegazione napoletana al Congresso, e così ogni sanzione alla occupazione napoletana di Umbria, Marche e Legazioni, risalenti alla campagna del 1814.
Tale incertezza politica spinse il re ad una mossa azzardata: prese contatto con Napoleone all'isola d'Elba e si accordò con l'imperatore in esilio, in vista del tentativo dei Cento giorni. Murat dichiarò guerra all'Austria il 15 marzo 1815, cinque giorni prima che Napoleone Bonaparte entrasse a Parigi all'inizio dei suoi Cento Giorni, dando inizio alla guerra austro-napoletana, e attaccando gli stati alleati dell'Impero austriaco. A seguito di questa seconda svolta militare, Murat lanciò il famoso Proclama di Rimini, un appello all'unione dei popoli italiani, convenzionalmente considerato l'inizio del Risorgimento.

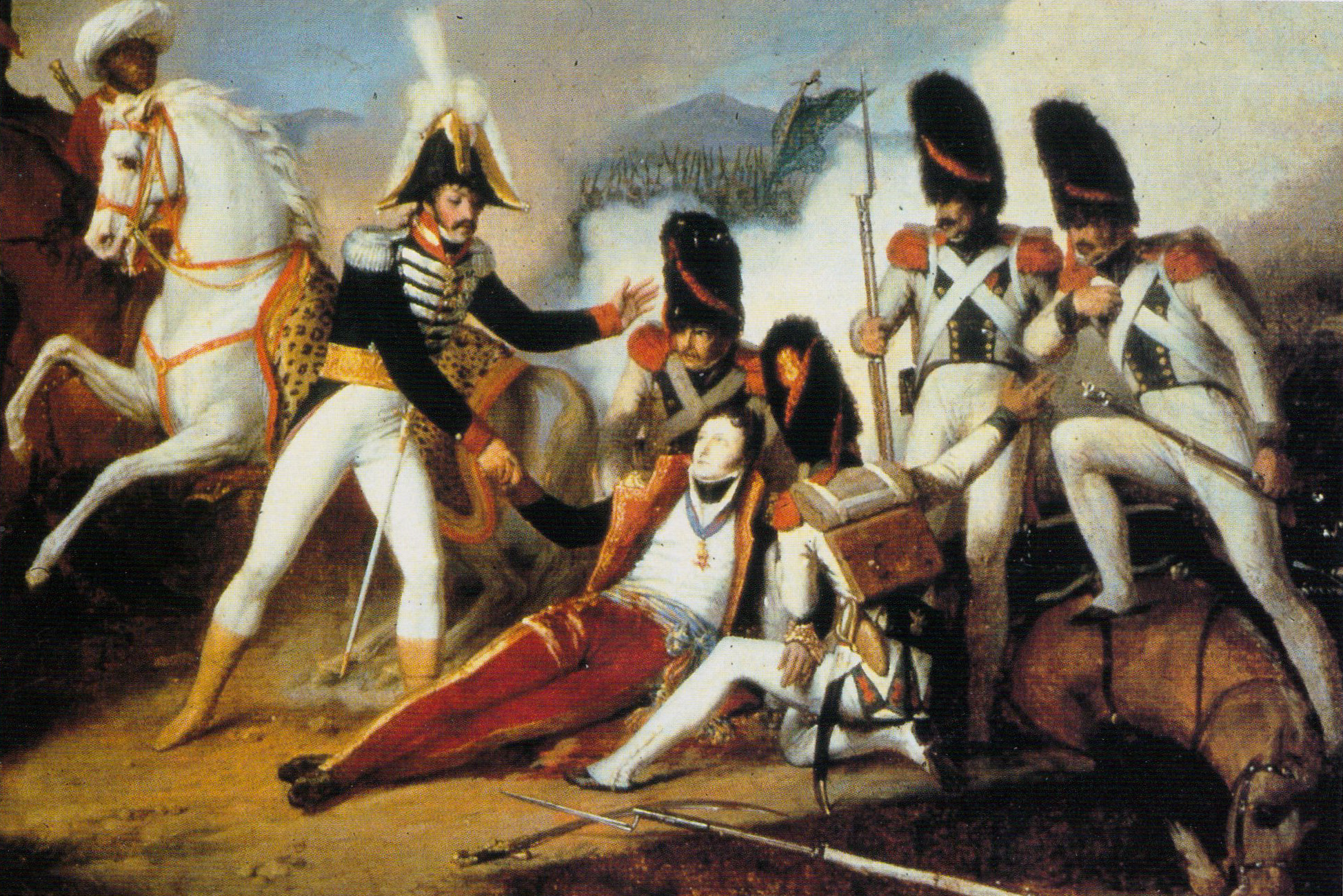
Murat con il generale Carlo Filangieri, ferito durante la battaglia del Panaro

Dopo aver battuto le prime forze austriache il 3 aprile 1815 nella battaglia del Panaro, fu sconfitto dagli austriaci nella battaglia di Occhiobello il 9 aprile 1815. Il 28 aprile 
l'Austria firmava un trattato di alleanza con Ferdinando IV di Borbone e confermava la sovranità di quest'ultimo sui Regni di Napoli e di Sicilia, che venne successivamente ratificata dal Congresso di Vienna nel giugno 1815.
La campagna unitaria di Murat naufragò definitivamente il 4 maggio 1815, dopo che gli austriaci lo sconfissero nella battaglia di Tolentino: col trattato di Casalanza infine, firmato presso Capua il 20 maggio 1815 dai generali austriaci e murattiani, il regno di Napoli tornava così alla corona borbonica, con re Ferdinando che il 7 giugno tornò a Napoli.
L'epopea murattiana terminò qualche mese dopo con l'ultima spedizione navale che il generale tentò dalla Corsica verso Napoli. Con 250 uomini, partì da Ajaccio il 28 settembre 1815. Murat voleva sbarcare nei dintorni di Salerno ma, dirottato da una tempesta in Calabria sbarcò l'8 ottobre nel porticciolo di Pizzo Calabro, dove fu catturato e, dopo un sommario processo, fucilato il 13 ottobre 1815.

## Bandiera del Regno

Bandiera di Giuseppe Bonaparte (1806-1808)
Prima bandiera murattiana (1808-1811)
Seconda bandiera murattiana (1811-1815)
Stemma delle Due Sicilie sotto Giuseppe Bonaparte (1806-1808)
Stemma delle Due Sicilie sotto Gioacchino Murat (1808-1815)